# Rinotraginos
Rinotraginos (Rhinotragini) é uma tribo de coleópteros da subfamília Cerambycinae.

## Sistemática
- Ordem Coleoptera
  - Subordem Polyphaga
    - Infraordem Cucujiformia
      - Superfamília Chrysomeloidea
        - Família Cerambycidae
          - Subfamília Cerambycinae
            - Tribo Rhinotragini (Lacordaire, 1869)
              - Gênero Acatinga (Santos-Silva, Martins & Clarke, 2010)
              - Gênero Acorethra (Bates, 1873)
              - Gênero Acyphoderes (Audinet-Serville, 1833)
              - Gênero Aechmutes (Bates, 1867)
              - Gênero Agaone (Pascoe, 1859)
              - Gênero Anomalotragus (Clarke, 2010)
              - Gênero Antennommata (Clarke, 2010)
              - Gênero Apostropha (Bates, 1873)
              - Gênero Bromiades (Thomson, 1864)
              - Gênero Carenoptomerus (Tavakilian & Peñaherrera, 2003)
              - Gênero Catorthontus (Waterhouse, 1880)
              - Gênero Chariergodes (Zajciw, 1963)
              - Gênero Chrysaethe (Bates, 1873)
              - Gênero Chrysommata (Peñaherrera & Tavakilian, 2003)
              - Gênero Clepitoides (Clarke, 2009)
              - Gênero Corallancyla (Tippmann, 1960)
              - Gênero Crossomeles (Chemsak & Noguera, 1993)
              - Gênero Cylindrommata (Tippmann, 1960)
              - Gênero Eclipta (Bates, 1873)
              - Gênero Ecliptoides (Tavakilian & Peñaherrera, 2005)
              - Gênero Ecliptophanes (Melzer, 1934)
              - Gênero Epimelitta (Bates, 1870)
              - Gênero Erythroplatys (White, 1855)
              - Gênero Etimasu (Santos-Silva, Martins & Clarke, 2010)
              - Gênero Grupiara (Martins & Santos-Silva, 2010)
              - Gênero Ischasia (Thomson, 1864)
              - Gênero Ischasioides (Tavakilian & Peñaherrera, 2003)
              - Gênero Isthmiade (Thomson, 1864)
              - Gênero Laedorcari (Santos-Silva, Clarke & Martins, 2011)
              - Gênero Lygrocharis (Melzer, 1927)
              - Gênero Mimommata (Peñaherrera & Tavakilian, 2003)
              - Gênero Monneus (Magno, 2001)
              - Gênero Neophygopoda (Melzer, 1933)
              - Gênero Neoregostoma (Monné & Giesbert, 1992)
              - Gênero Odontocera (Audinet-Serville, 1833)
              - Gênero Ommata (White, 1855)
              - Gênero Optomerus (Giesbert, 1996)
              - Gênero Oregostoma (Audinet-Serville, 1833)
              - Gênero Ornistomus (Thomson, 1864)
              - Gênero Oxylymma (Pascoe, 1859)
              - Gênero Oxyommata (Zajciw, 1970)
              - Gênero Pandrosos (Bates, 1867)
              - Gênero Parischasia (Tavakilian & Peñaherrera, 2005)
              - Gênero Pasiphyle (Thomson, 1864)
              - Gênero Phespia (Bates, 1873)
              - Gênero Phygopoda (Thomson, 1864)
              - Gênero Phygopoides (Peñaherrera & Tavakilian, 2003)
              - Gênero Pseudacorethra (Tavakilian & Peñaherrera, 2007)
              - Gênero Pseudagaone (Tippmann, 1960)
              - Gênero Pseudisthmiade (Tavakilian & Peñaherrera, 2005)
              - Gênero Pseudophygopoda (Tavakilian & Peñaherrera, 2007)
              - Gênero Pyrpotyra (Santos-Silva, Martins & Clarke, 2010)
              - Gênero Rashelapso (Clarke, Martins & Santos-Silva, 2012)
              - Gênero Rhinotragus (Germar, 1824)
              - Gênero Rhopalessa (Bates, 1873)
              - Gênero Sphecomorpha (Newman, 1838)
              - Gênero Stenochariergus (Giesbert & Hovore, 1989)
              - Gênero Stenopseustes (Bates, 1873)
              - Gênero Stultutragus (Clarke, 20100
              - Gênero Sulcommata (Peñaherrera & Tavakilian, 2003)
              - Gênero Thouvenotiana (Peñaherrera & Tavakilian, 2003)
              - Gênero Tomopteropsis (Peñaherrera & Tavakilian, 2003)
              - Gênero Tomopterus (Audinet-Serville, 1833)
              - Gênero Xenocrasis (Bates, 1873)
              - Gênero Xenocrasoides (Tavakilian & Peñaherrera, 2003)